# Kilby
Kilby är en ort och civil parish i Storbritannien.   Den ligger i grevskapet Leicestershire och riksdelen England, i den södra delen av landet, 130 km nordväst om huvudstaden London. Kilby ligger 86 meter över havet och antalet invånare är 270.
Terrängen runt Kilby är platt. Runt Kilby är det tätbefolkat, med 530 invånare per kvadratkilometer. Närmaste större samhälle är Leicester, 10,0 km norr om Kilby. Trakten runt Kilby består till största delen av jordbruksmark.